# Ford Customline
Ford Customline – samochód osobowy klasy wyższej produkowany pod amerykańską marką Ford w latach 1952–1956, w ramach dwóch generacji.
Był najliczniejszym modelem samochodu w gamie produkcyjnej Forda w tym okresie. Produkowany w wersjach nadwoziowych: 2- i 4-drzwiowego sedana, coupé i kombi. Produkowany był także w latach 1952–1959 przez australijskie zakłady Forda.

## Pierwsza generacja

### Model 1952
Nazwa Customline została wprowadzona w nowej gamie Forda w styczniu 1952 roku, dla lepiej wykończonego modelu osobowego, będącego następcą modelu Custom DeLuxe (określenie custom oznaczało w USA lepiej wyposażone niestandardowe wersje samochodów, Customline to „linia custom”). Od podstawowego tańszego modelu Mainline, wykorzystującego tę samą ramę nośną, nadwozia i część mechaniczną, Customline różnił się przede wszystkim obecnością ozdób na bokach nadwozia, nieco lepszym wykończeniem wnętrza i wyposażeniem standardowym oraz opcjonalnym dwukolorowym malowaniem. W stosunku do Mainline, posiadał on m.in. automatyczne oświetlenie wnętrza, kierownicę z przyciskiem klaksonu w formie obręczy, dwie osłony przeciwsłoneczne zamiast jednej, podłokietniki, dodatkową popielniczkę na oparciu przedniej kanapy, zapalniczkę i zegar. Trzecim bliźniaczym modelem gamy Forda był Crestline, mający takie same ozdoby, lecz obejmujący bardziej ekskluzywne wersje nadwoziowe.
Modele Forda z 1952 roku stanowiły dalszą ewolucję pontonowego nadwozia, w stylu mody aerokosmicznej. Chromowana atrapa chłodnicy miała szeroką poziomą  belkę, z centralnym ozdobnym stożkiem, imitującym wlot powietrza w samolocie odrzutowym, oraz dwoma podobnymi stożkami po bokach, kryjącymi światła postojowe (zarazem kierunkowskazy). Belka ta miała ponadto podłużne szczeliny na środku, po bokach centralnego stożka. Na masce umieszczono chromowaną ozdobę w formie stylizowanego samolotu ze skośnymi skrzydłami. W modelu Customline na bokach przednich błotników i drzwi była pozioma listwa ozdobna ze stali nierdzewnej, a nad nią za przednimi kołami był umieszczony metalowy napis Customline  i ewentualnie znaczek V8 oznaczający wersję silnika. Na skośnej przedniej krawędzi wyobleń tylnych błotników tego modelu znajdowała się ozdobna chromowana imitacja czterech wlotów powietrza. 
Gamę nadwozi modelu Customline stanowiły: 
- 2-drzwiowy 6-miejscowy sedan (Tudor Sedan, kod 70B),
- 4-drzwiowy 6-miejscowy sedan (Fordor Sedan, 73B),
- 2-drzwiowe 6-miejscowe coupé (Club Coupe, 72B),
- 5-drzwiowe 8-miejscowe kombi (Country Sedan Station Wagon, 79C)[1].

Nadwozia były oparte na ramie nośnej; zawieszenie przednie było niezależne na wahaczach poprzecznych i sprężynach śrubowych, zawieszenie tylne zależne, ze sztywną osią napędową na resorach półeliptycznych. Opony miały rozmiar 6,70×15 (7,10×15 w wersjach kombi).
Modele były dostępne z dwoma silnikami:
- 6-cylindrowy R6 (Six) OHV Mileage Maker – poj. 215 cali sześciennych (3,5 l), stopień sprężania 7,0, moc 101 KM
- 8-cylindrowy V8 L-head Strato-Star – poj. 239 cali sześciennych (3,9 l), stopień sprężania 7,2, moc 110 KM.

W standardzie był silnik 6-cylindrowy i 3-biegowa mechaniczna skrzynia biegów (tak samo dla późniejszych modeli Customline), opcją była skrzynia z nadbiegiem lub automatyczna Fordomatic. Dla wersji kombi Country Sedan w 1952 i 1953 roku oferowany był tylko silnik V8.
W 1952 roku modelowym wyprodukowano 402 542 samochodów Customline; ich sprzedaż stanowiła 59,93% sprzedaży Forda w tym roku. Najpopularniejsza była wersja Fordor Sedan (188 303 sztuk), z bazową ceną (bez dodatkowego wyposażenia) 1769 dolarów.

### Model 1953

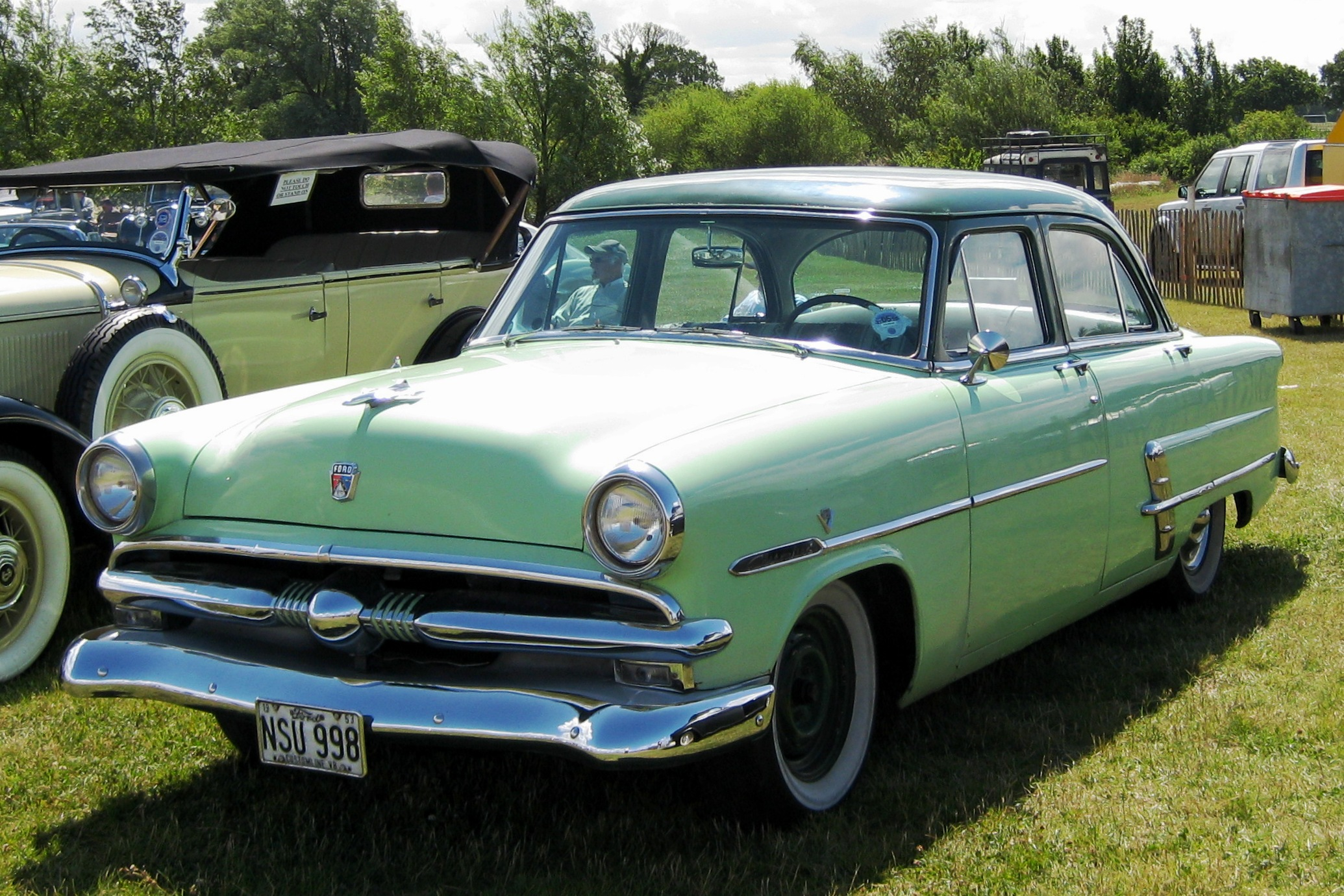
1953 Ford Customline V8 Fordor Sedan

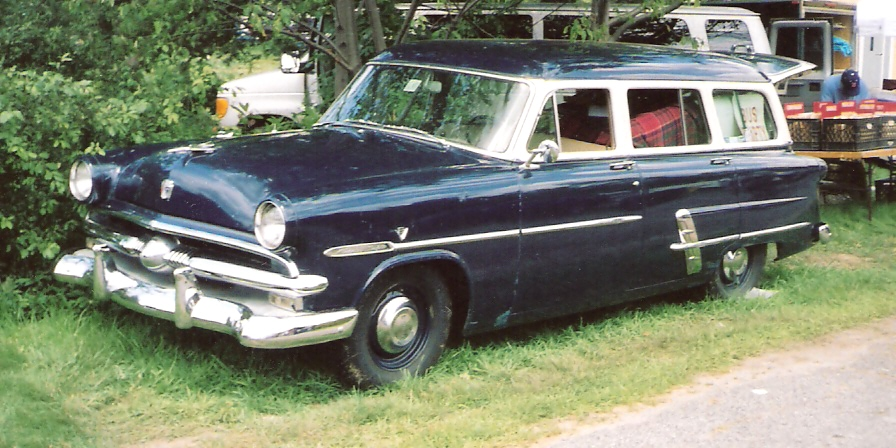
1953 Ford Customline V8 Country Sedan

Modele Forda na 1953 rok zaprezentowano w grudniu poprzedniego roku. Zmiany były kosmetyczne i dotyczyły atrapy chłodnicy, ozdób i wystroju wnętrza. Chromowana atrapa chłodnicy miała inną szeroką poziomą belkę z centralną ozdobą, która nie imitowała już wlotu powietrza, lecz kołpak śmigła, a belka była karbowana po jej obu stronach, przypominając śmigło. Brak było bocznych stożków, a prostokątne kierunkowskazy umieszczono osobno, pod centralną belką. Zmieniła się ozdoba w formie samolotu na masce, otrzymując krótsze „skrzydła”, zakończone stylizowanymi opływowymi zbiornikami paliwa. Niewielkiej zmianie uległy okrągłe światła z tyłu, a na klapie bagażnika pojawił się ozdobny uchwyt do otwierania.
W modelu Customline, oprócz dotychczasowej przedniej listwy ozdobnej, dodano drugą poziomą listwę umieszczoną niżej, na błotnikach tylnych, przecinającą chromowaną imitację chwytów powietrza na przedniej krawędzi wyobleń błotników. Napis Customline tym razem nie był umieszczony osobno, lecz wygrawerowany na przedniej spłaszczonej części górnej listwy ozdobnej (w kombi: Country Sedan). Kierownica w tym modelu otrzymała zmieniony przycisk klaksonu w formie wycinka obręczy – w jej dolnej połowie.
W 1953 roku modelowym wyprodukowano 761 662 Fordów Customline; ich sprzedaż stanowiła 61,05% sprzedaży Forda. Ponownie najwięcej wyprodukowano wersji czterodrzwiowego sedana (374 487 sztuk, bazowa cena 1783 dolary), który jednocześnie był wyprodukowanym w największej ilości modelem samochodu w USA w tym roku.

### Model 1954

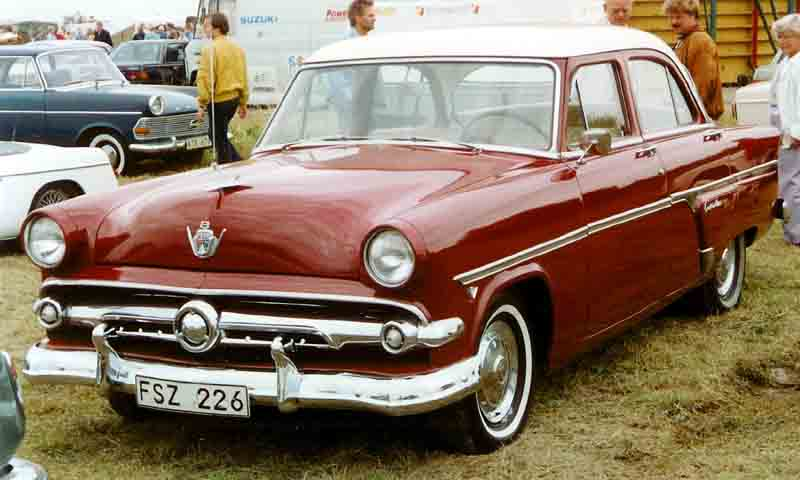
1954 Ford Customline V8 Fordor Sedan

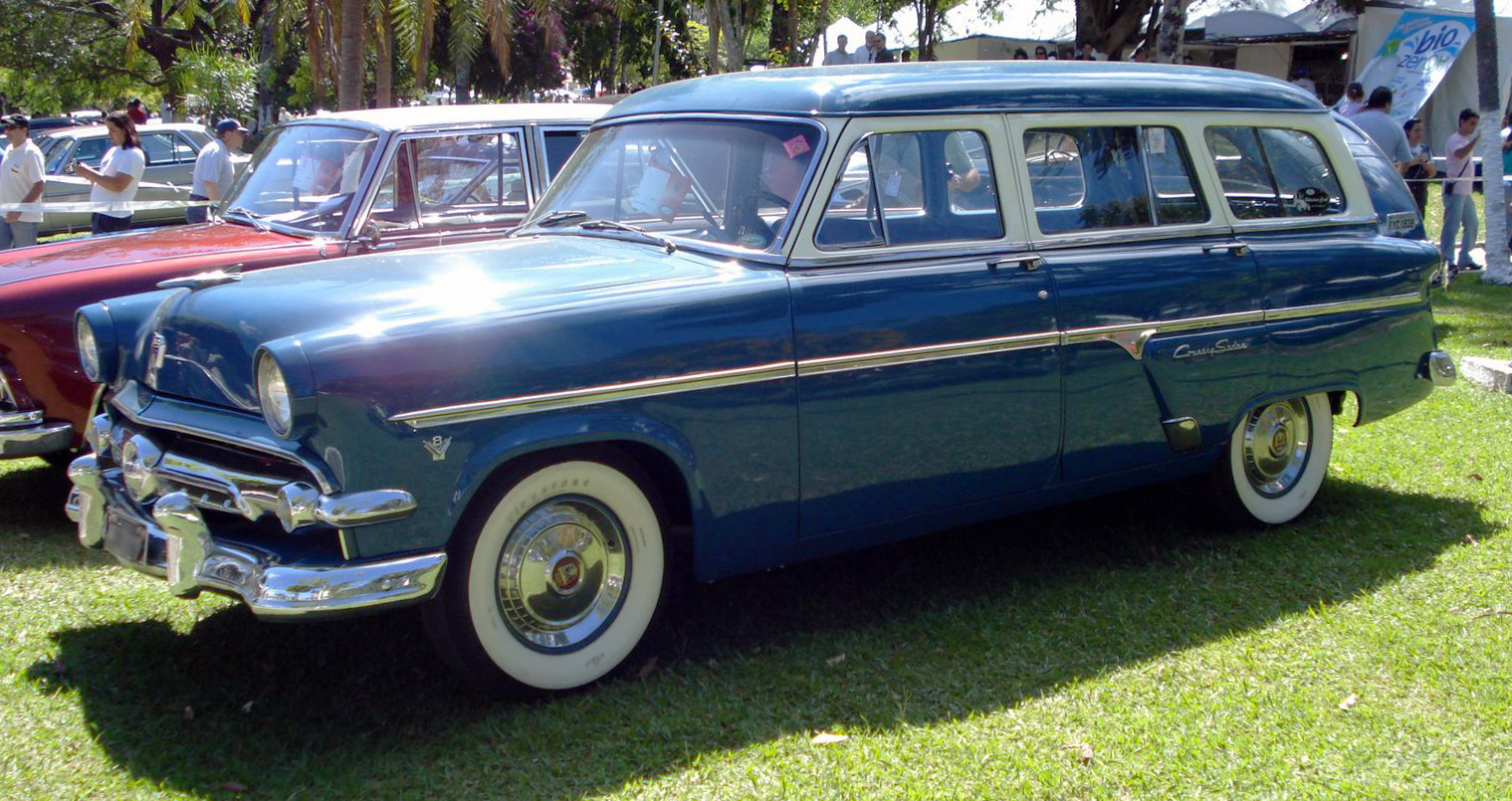
1954 Ford Customline V8 Country Sedan

Dalsze zmiany wprowadzono w modelach Forda zaprezentowanych w styczniu 1954 roku. Ponownie zmieniono ozdoby i atrapę chłodnicy, powracając do wariacji na temat trzech imitacji stożków wlotowych, lecz z inną, rozszczepioną centralną poziomą belką. Kierunkowskazy umieszczono ponownie w imitacjach stożków pod reflektorami, lecz mniejszych, niż dwa lata temu, a atrapa chłodnicy była poszerzona na całą szerokość pasa przedniego. We wnętrzu wprowadzono nową deskę rozdzielczą, z prędkościomierzem Astra-Dial wystającym ponad deskę, z półkolistą przezroczystą skalą.
Listwa boczna w modelu Customline otrzymała nową formę – prosta, szeroka, na całą długość nadwozia, poprowadzona tuż ponad wyobleniami błotników tylnych, z charakterystycznym „zębem” przed nimi. Zrezygnowano z imitacji chwytów powietrza na przedniej krawędzi wyobleń błotników, montując jedynie ozdobną osłonę z metalu w jej dolnej części. Na bokach ponownie pojawiły się metalowe napisy Customline, tym razem umieszczone w przedniej części błotników tylnych (w modelach kombi: Country Sedan lub Ranch Wagon). Znaczek V8 w tej wersji silnika umieszczano na błotnikach przed przednimi kołami. Ponownie zmieniła się ozdoba w formie stylizowanego samolotu na masce, otrzymując trójkątne skrzydełka i trójkątny statecznik pionowy. W gamie nadwozi pojawiło się trzydrzwiowe sześciomiejscowe kombi Ranch Wagon, wcześniej dostępne tylko w gamie Mainline (kod 59B).
Większe zmiany dotyczyły części mechanicznej – przede wszystkim wprowadzono ulepszone przednie zawieszenie na przegubach kulowych, które polepszyło prowadzenie się pojazdu. Spowodowało to zwiększenie rozstawu osi o pół cala. W wyposażeniu opcjonalnym pojawiło się m.in. wspomaganie kierownicy i hamulców. Wprowadzono również nowy górnozaworowy silnik V8 i ulepszony silnik 6-cylindrowy, o zwiększonej pojemności i mocy (także dla modeli kombi):
- 6-cylindrowy R6 (Six) OHV Mileage Maker – poj. 223 cali sześciennych (3,65 l), stopień sprężania 7,2, moc 115 KM
- 8-cylindrowy V8 OHV (Y-block) – poj. 239 cali sześciennych (3,9 l), stopień sprężania 7,2, moc 130 KM.

W 1954 roku modelowym wyprodukowano 674 295 Fordów Customline; ich sprzedaż stanowiła 57,83% sprzedaży Forda. Tym razem najwięcej było w odmianie Tudor (293 375), z bazową ceną 1744 dolary, a drugi co do popularności Fordor kosztował 1793 dolary.

## Druga generacja

### Model 1955

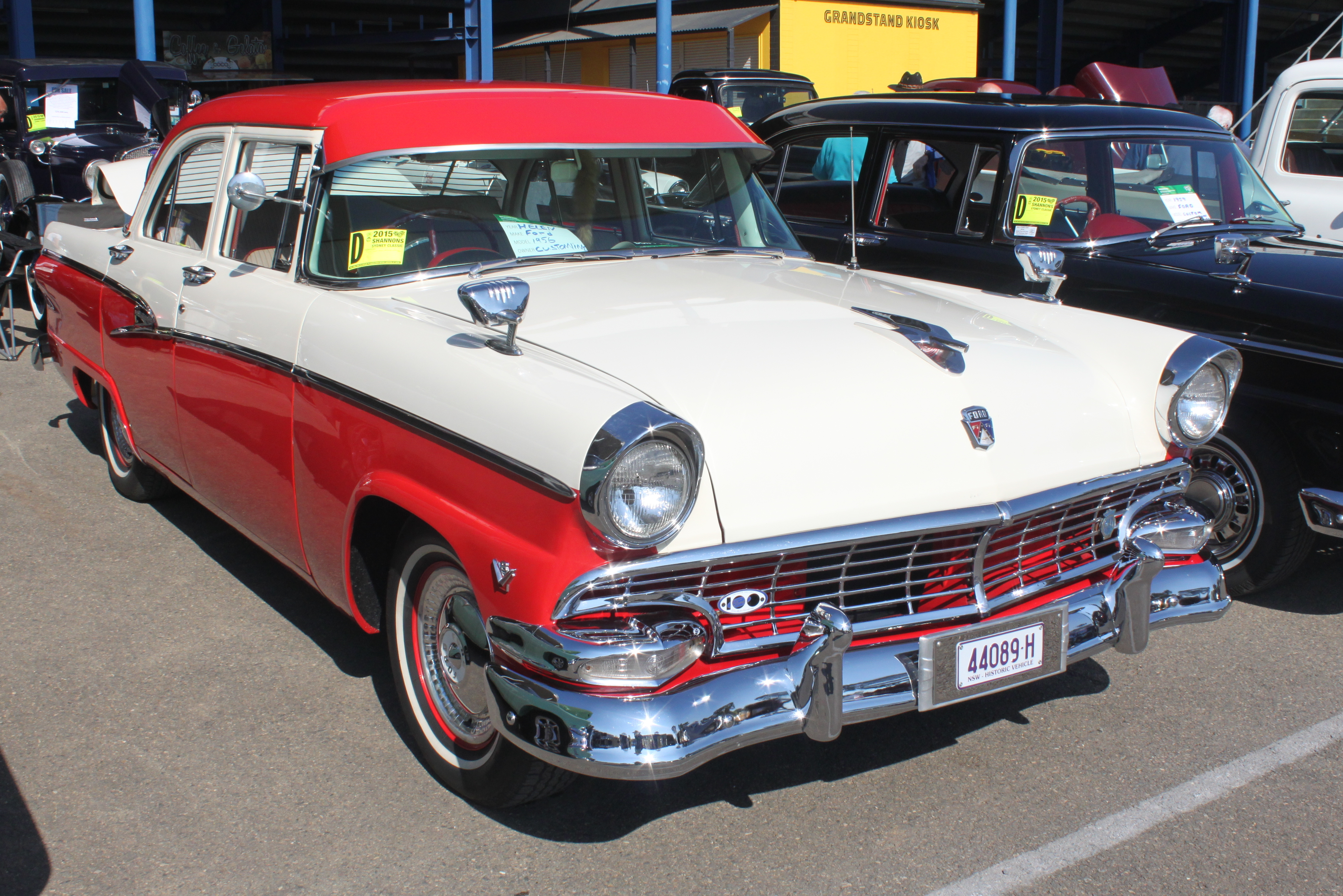
1956 Ford Customline V8 Fordor

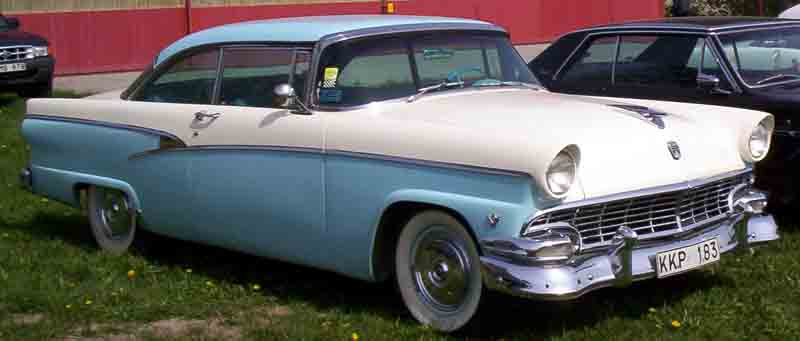
1956 Ford Customline V8 Victoria

Nową linię całkowicie zmienionych modeli Forda na 1955 rok modelowy wprowadzono w listopadzie 1954 roku. Ich stylistykę wzorowano na nowo wprowadzonym modelu sportowym Ford Thunderbird. Znacznie powiększona panoramiczna szyba przednia była mocno wygięta na boki. Boczne panele nadwozia były proste, bez podkreślonych błotników tylnych, a z tyłu przechodziły w niewielkie płetwy. Atrapa chłodnicy była wykonana w formie chromowanej wygiętej wklęsłej kratownicy na całą szerokość przodu (określanej w stylu egg-crate – „kratki na jajka”, z prostokątnymi otworami tworzącymi 6 poziomych rzędów i 36 kolumn). Po bokach atrapy były duże okrągłe stożkowate światła postojowe, pod ostro zarysowanymi pojedynczymi reflektorami. Wprowadzono nową deską rozdzielczą, zachowując jednak wystający ponad nią prędkościomierz Astra-Dial z przezroczystą skalą. Podwozie było również nowo opracowane, lecz jego zasadnicza ramowa konstrukcja pozostała taka sama. Również rozmiar opon 6,70×15 pozostał ten sam (7,10×15 w wersjach kombi).
Zewnętrznie od Forda Mainline model Customline różnił się prostą listwą boczną na całą długość i metalowym napisem Customline ponad nią, za przednimi kołami, oraz ozdobnymi obramowaniami przedniej i tylnej szyby. Stosowano także dwukolorowe malowanie. Z różnic wewnętrznych posiadał m.in. automatyczne oświetlenie wnętrza, kierownicę z przyciskiem klaksonu w formie wycinka obręczy (zamiast centralnego przycisku), podwójny klakson, dwie osłony przeciwsłoneczne, podłokietniki, dodatkową popielniczkę na oparciu przedniej kanapy, zapalniczkę, zegar i piankowe poduszki siedzeń. Droższym modelem Forda był Fairlane, różniący się fantazyjnymi bocznymi listwami z uskokiem na przednich drzwiach.
Gamę nadwozi modelu Customline stanowiły obecnie jedynie dwudrzwiowy sześciomiejscowy sedan (Tudor Sedan, 70B) i czterodrzwiowy sześciomiejscowy sedan (Fordor Sedan, 73B), natomiast samochody kombi zostały formalnie wyodrębnione jako osobne modele w nowej gamie Ford Station Wagon. Kombi odpowiadające wykończeniem modelom Customline to trzydrzwiowe 6-miejscowe Custom Ranch Wagon (59B) oraz pięciodrzwiowy Country Sedan Station Wagon, występujący w odmianie 6-miejscowej (79D) i 8-miejscowej (79B).
Oprócz standardowego wzmocnionego o 5 KM silnika 6-cylindrowego z poprzedniego roku, wprowadzono jako opcję nowy powiększony silnik V8:
- 6-cylindrowy R6 (Six) OHV Mileage Maker – poj. 223 cali sześciennych (3,65 l), stopień sprężania 7,5, moc 120 KM
- 8-cylindrowy V8 OHV  Trigger Torque – poj. 272 cali sześciennych (4,45 l), stopień sprężania 7,6, moc 162 KM.

W 1955 roku modelowym wyprodukowano 236 575 samochodów Customline Tudor i 235 417 Customline Fordor oraz 149 955 odpowiadających im modeli kombi, co stanowiło (razem z kombi) 42,86% sprzedaży Forda. Bazowa cena wersji Fordor wynosiła 1845 dolarów.

### Model 1956
Na rok 1956 modele Forda, wprowadzone już we wrześniu 1955 roku, zostały nieco przestylizowane. Duże okrągłe światła postojowe zostały zastąpione przez podłużne, nad przednim zderzakiem, w masywnych chromowanych obudowach. Poszerzono prostokątne otwory w kracie atrapy, która obecnie miała 6 poziomych rzędów i 12 kolumn. Zmieniono formę ozdoby na masce, częściowo ukrytej w fałszywym wlocie powietrza. Na desce przyrządów zrezygnowano z przezroczystego prędkościomierza na rzecz bardziej konwencjonalnego. Spośród zmian wewnętrznych, zastosowano 12-voltową instalację elektryczną zamiast 6-voltowej i ponownie zwiększono moc silników przez zwiększenie stopnia sprężania:
- 6-cylindrowy R6 (Six) OHV Mileage Maker – poj. 223 cali sześciennych (3,65 l), stopień sprężania 8,0, moc 137 KM
- 8-cylindrowy V8 OHV  Trigger Torque – poj. 272 cali sześciennych (4,45 l), stopień sprężania 8,0, moc 173 KM
- 8-cylindrowy V8 OHV  Trigger Torque – poj. 272 cali sześciennych (4,45 l), stopień sprężania 8,4, moc 176 KM.

Do gamy nadwozi modelu Customline doszedł dwudrzwiowy sześciomiejscowy hardtop Customline Victoria. Spośród odmian kombi, formalnie stanowiących nadal osobną gamę modeli, w wystroju odpowiadającym Customline pozostał trzydrzwiowy Custom Ranch Wagon i sześciomiejscowy Country Sedan Station Wagon. 
Jako ozdoby model Customline otrzymał dwie łączące się listwy boczne biegnące przez całą długość nadwozia, rozdzielające kolory przy dwukolorowej opcji malowania. Przednia listwa łagodnie opadała w kierunku tyłu i łączyła się z tylną za przednimi drzwiami, a w miejscu połączenia był na nich wygrawerowany napis Customline (w tym roku model Mainline również otrzymał częściowe listwy boczne w tylnej części). Ford Fairlane miał bardziej fantazyjne listwy z uskokiem na przednich drzwiach.
W 1956 roku modelowym wyprodukowano 368 653 samochodów Customline (496 344 razem z wersjami kombi), co stanowiło 35,24% sprzedaży Forda. W najpopularniejszej wersji Fordor powstało 170 695 samochodów (bazowa cena 1985 dolarów).
Był to ostatni rok produkcji Forda Customline – w nowej gamie Forda na kolejny rok, zaprezentowanej w październiku 1956, został zastąpiony przez model Custom 300.

## Australijska produkcja

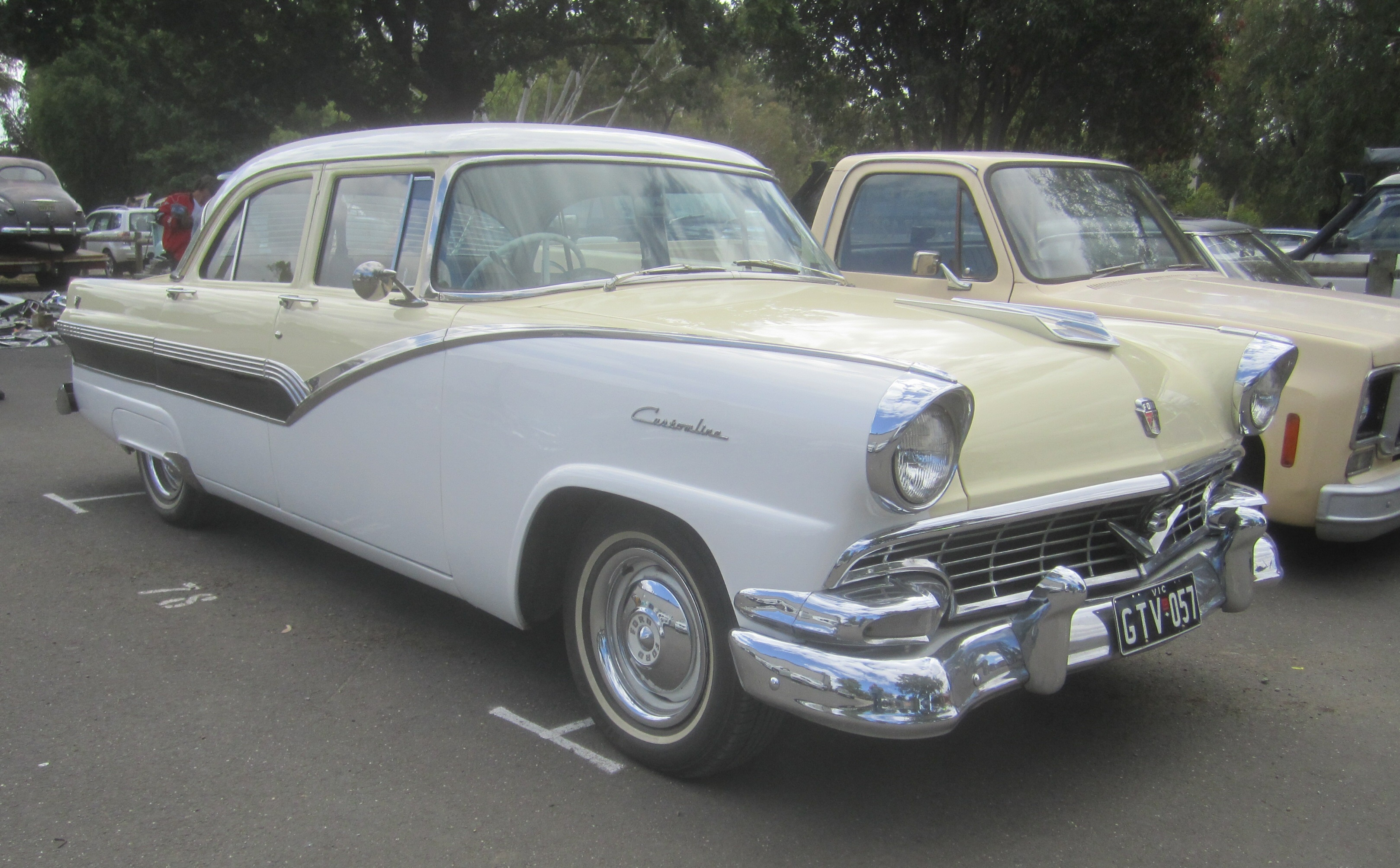
Australijski Ford Customline V8 z 1957

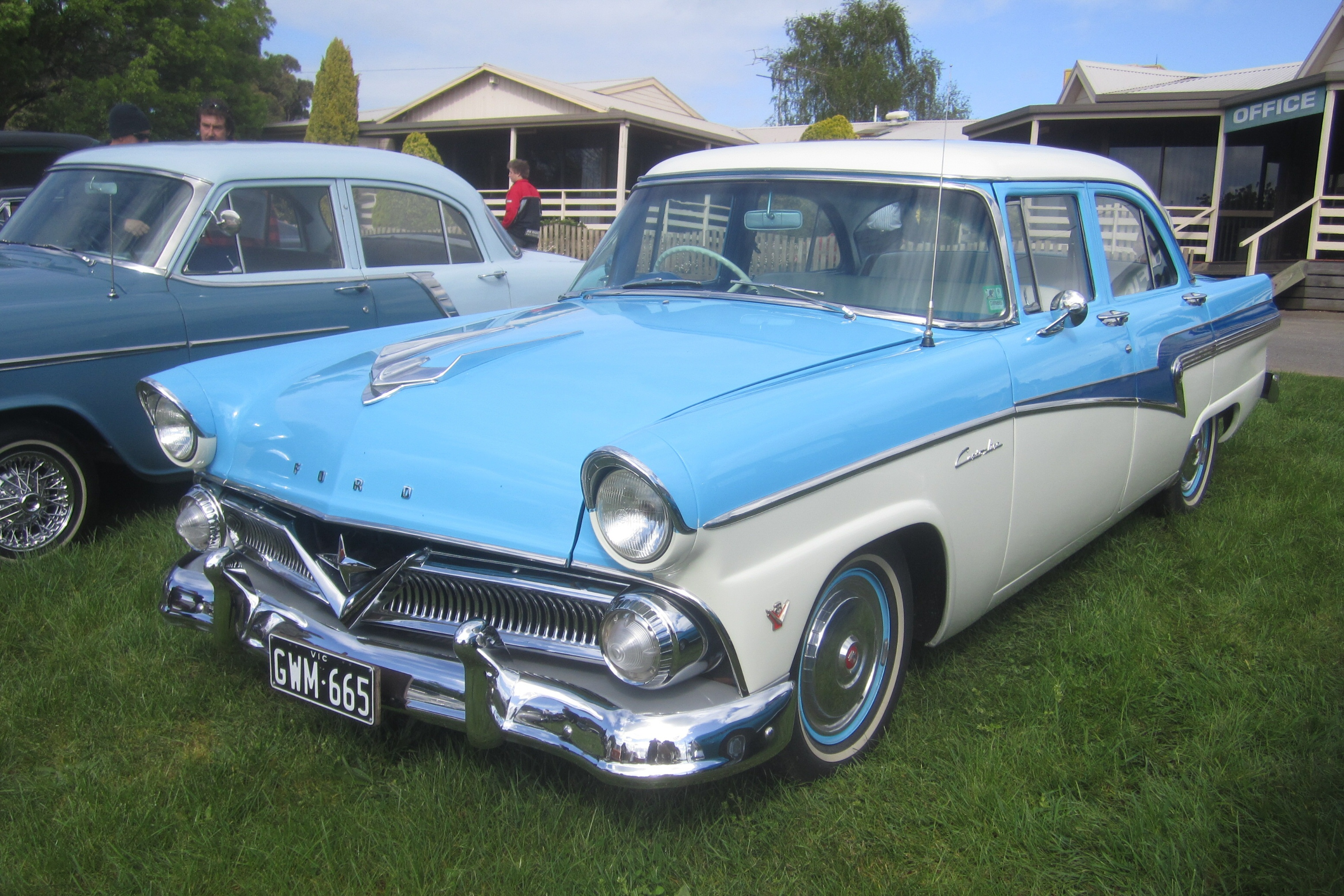
Australijski Ford Customline V8 z 1958

Modele analogiczne do amerykańskich były produkowane od 1952 także przez australijskie zakłady Forda, na tamtejsze rynki. W odróżnieniu od amerykańskich, były przystosowane do ruchu lewostronnego. Jedynym modelem osobowego sedana był Customline V8, przechodzący modernizacje zewnętrzne w 1953 i 1954 roku analogicznie do amerykańskich modeli i utrzymujący się w produkcji do 1955 roku (pozostałe modele to pick-up Mainline i ograniczona liczba kombi). Napęd stanowił przez cały okres produkcji pierwszego modelu silnik dolnozaworowy V8. Model z 1954 roku zachował także starą deskę przyrządów.
W 1955 roku wprowadzono drugą generację australijskich Fordów Customline, produkowaną dłużej, niż amerykańskie odpowiedniki – do 1959 roku. Napęd stanowił nowy górnozaworowy amerykański silnik OHV V8 (Y-block). W 1956 roku model ten przeszedł zewnętrzną modernizację, analogiczną do amerykańskich, przy tym wprowadzono także 12-voltową instalację elektryczną i, jako opcję, automatyczną skrzynię biegów Fordomatic. Zachowano natomiast deskę przyrządów wprowadzoną w poprzednim roku, z przezroczystym prędkościomierzem. Model z 1957 roku ze zmian otrzymał jedynie duży znaczek V8 na atrapie chłodnicy oraz ozdoby boczne w stylu amerykańskiego Forda Fairlane z 1956 roku.
W modelu z 1958 roku wprowadzono atrapę chłodnicy zaadaptowaną z kanadyjskich Fordów z 1955 roku, wytwarzanych tam pod marką Meteor Rideau, oraz ozdoby boczne z Meteora z 1956 roku. Atrapa miała czteroramienną gwiazdę w literze V pośrodku i ponownie duże okrągłe światła postojowe modelu z 1955 roku. Deska rozdzielcza była wersją amerykańskiej z 1956 roku. Odmiany ze skrzynią biegów Fordomatic nosiły taką nazwę w miejsce Customline i miały dodatkową listwę boczną. Ocenia się, że wyprodukowano ok. 18.000 australijskich sedanów Customline generacji z lat 1955-1959. Następcą na rynku australijskim był Ford Fairlane.